# Jean d'Estrées
Jean d'Estrées, francoski rimskokatoliški duhovnik, teolog, akademik, diplomat in veleposlanik, * 1666, Pariz, † 3. marec 1718.
Leta 1711 je postal član Académie française. Bil je tudi veleposlanik v Španiji.